# はぐろ (護衛艦)
はぐろ（ローマ字：JS Haguro, DDG-180）は海上自衛隊の護衛艦。まや型護衛艦の2番艦。艦名は山形県の出羽三山の一つである羽黒山に因み、妙高型重巡洋艦4番艦「羽黒」に続き、日本の艦艇としては2代目。
本記事は、本艦の艦暦について主に取り扱っているため、性能や装備等の概要についてはまや型護衛艦を参照されたい。

## 艦歴

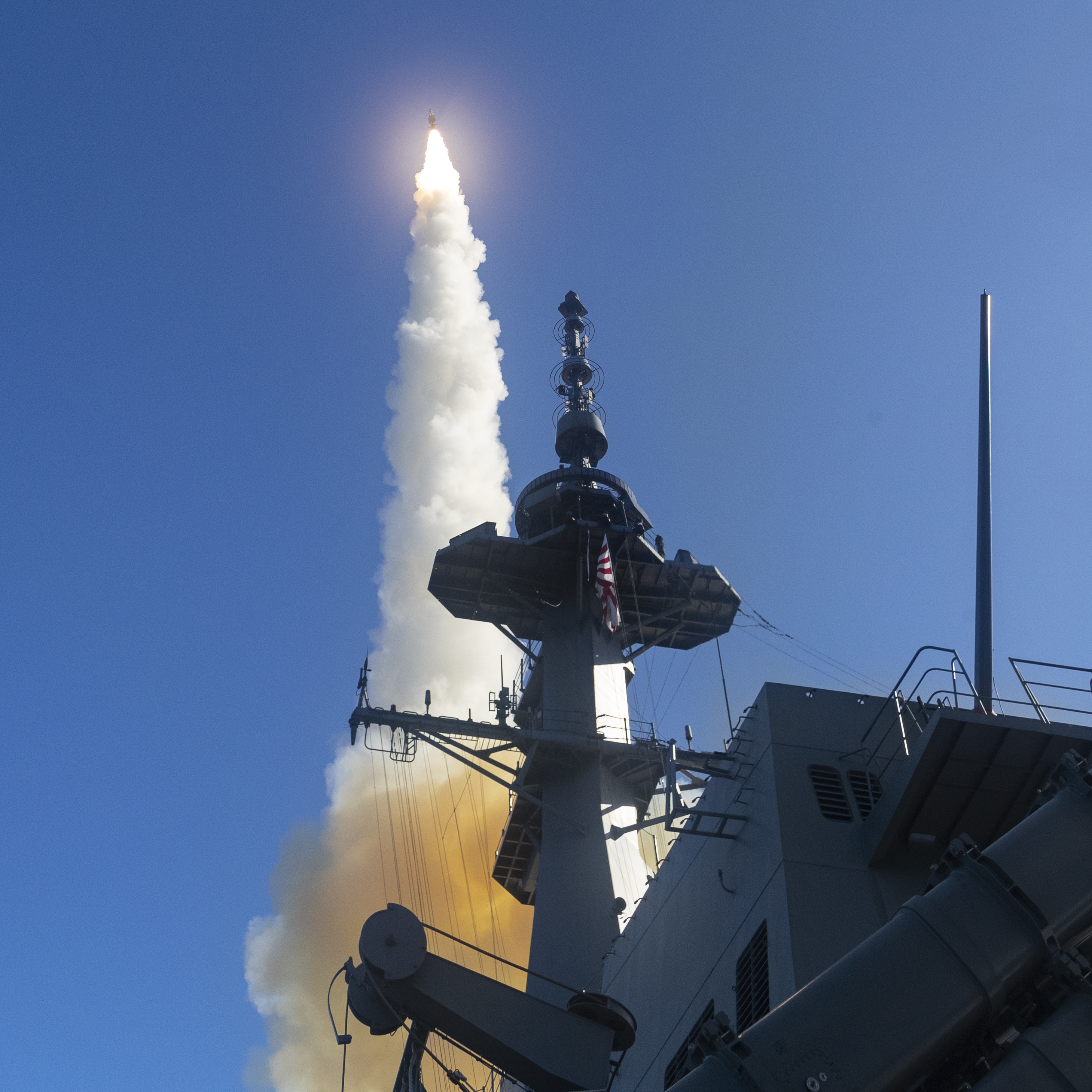
SM‐3ブロックⅠBを発射する「はぐろ」
（ハワイ沖、2022.11.19）

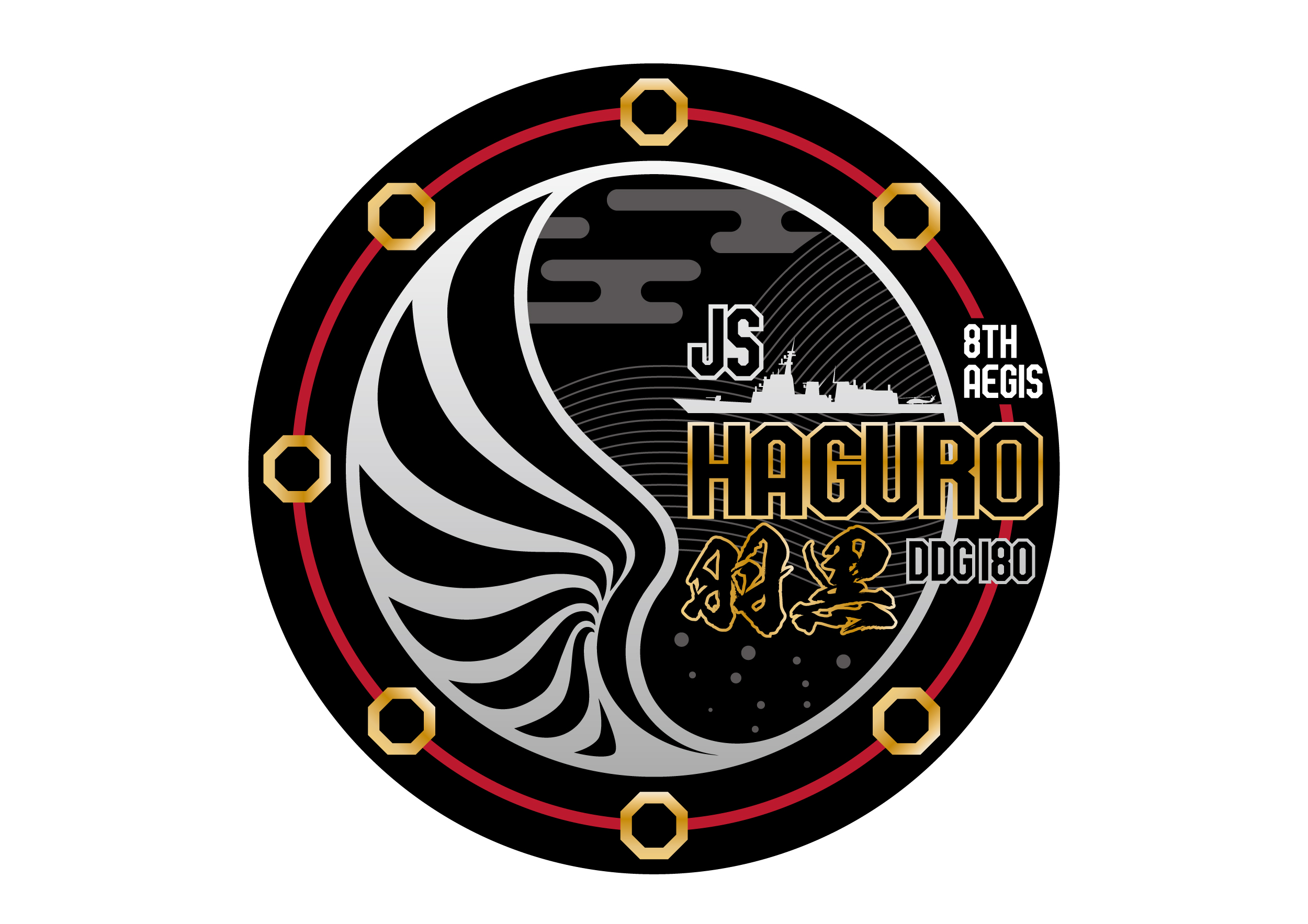
「はぐろ」ロゴマーク

「はぐろ」は中期防衛整備計画に基づく平成28年度計画8200トン型護衛艦1616号艦として、ジャパンマリンユナイテッド横浜事業所磯子工場で2018年1月23日に起工され、2019年7月17日に命名され進水、艤装工事と海上公試、ロービジ化（低視認性化）を経た後、2021年3月19日に海上自衛隊に引き渡され、第4護衛隊群第8護衛隊に編入され、佐世保に配備された。建造費は約1,730億円。海上自衛隊では8隻目となるイージス艦であり、本艦の就役により、安倍内閣が2013年12月に閣議決定した防衛大綱（25大綱）以来、目指していたイージス艦8隻体制が確立した。
2020年3月に就役した まやと同型で、他のイージス艦や航空自衛隊の早期警戒機などと敵ミサイルの位置情報を共有できる共同交戦能力（CEC）を備える。従来のこんごう型とあたご型のイージス艦よりも、まや型は高い防空能力を有しており、海自の艦隊防空の中核を担うこととなる。
「はぐろ」は、日米が共同開発した新型迎撃ミサイル「SM-3 block2A」を搭載する予定であり、迎撃できる高度はSM-3の倍の約1000キロメートル超となり、防衛範囲も倍増する。また、従来の対空ミサイルのSM-2よりも射程の長いSM-6も搭載される。SM-6は、低空を高速で飛来する巡航ミサイルなどに対処する迎撃ミサイルで、射程は300キロメートル以上とされる。
「はぐろ」は、就役時より着艦拘束装置を搭載し、飛行科員も乗組みとなっており、海上自衛隊のイージス護衛艦としては初めてヘリコプターの常時搭載しての運用が可能となっている。
2021年6月23日から24日にかけて、関東南方海域において護衛艦「きりしま」、「まや」、補給艦「ときわ」とともに米海軍駆逐艦「マスティン」と日米共同訓練を実施した。
2022年3月に終了した年次検査の際に後日装備となっていたAN/SPQ-9B対水上レーダーを搭載した。
同年8月8日から14日にかけて、ハワイ周辺海空域において、日米豪韓加ミサイル警戒演習（PACIFIC DRAGON 2022）を実施した。参加艦艇等は本艦の他、米海軍駆逐艦「フィッツジェラルド」、「ウィリアム・P・ローレンス」及びF/A-18F戦闘攻撃機、オーストラリア海軍駆逐艦「シドニー」、韓国海軍駆逐艦「セジョン・デワン」、カナダ海軍フリゲート「バンクーバー」が参加し、弾道ミサイル模擬標的等の追尾に係る情報共有等を訓練した。
同年11月19日、ハワイ州周辺において弾道ミサイル防衛機能確認のためSM-3発射試験を行い、大気圏外において標的に命中、迎撃に成功した。なお、16日には僚艦「まや」が同発射試験を行い、護衛艦2隻が同時期にSM-3発射試験を実施したのは初めてである。また、21日には実発射を伴わない追尾試験を実施し、「まや」の探知情報を使用して本艦がSM-3ブロックIIAを模擬発射。これにより両艦が連携して弾道ミサイルを迎撃する機能を確認した。
2023年6月19日、米海軍駆逐艦「ジョン・フィン」とともに、日本海において日米共同訓練を実施した。同年8月29日、東シナ海において米海軍駆逐艦「ベンフォールド」、韓国海軍駆逐艦「ユルゴク・イ・イ」と日米韓共同訓練（弾道ミサイル情報共有訓練を含む各種戦術訓練）を実施した。
2024年4月20日、 防衛省と海上幕僚監部は伊豆諸島・鳥島沖約270kmの海域で海上自衛隊のヘリコプター2機の墜落事故があったと公表した。2機のうちの1機は本艦搭載機のSH-60K「8416」号機であり、もう1機は護衛艦「きりさめ」搭載のSH-60K「8443」号機である。事故を受けて、現場海域で捜索活動に従事した。
同年6月21日から7月2日にかけて、グアム沖からハワイ沖に至る海域においてフランス海軍フリゲート「ブルターニュ」と日仏共同訓練（オグリ・ヴェルニー24‐2）を実施する。訓練項目は各種戦術訓練（対水上戦、対潜戦、対空戦、射撃訓練等）、人員交流、PHOTOEX。
同年6月27日から8月2日にかけて、インド太平洋方面派遣（IPD24）第1水上部隊の輸送艦「くにさき」とともにハワイ諸島及び同周辺海空域等において実施される米海軍主催多国間共同訓練（RIMPAC2024）に参加する。訓練項目は各種戦術訓練（対潜戦訓練、ミサイル射撃訓練等）及びHA/DR訓練（Humanitarian Assistance/Disaster Relief：人道支援・災害救援）。
同年7月29日から8月15日にかけて、ハワイ周辺海空域おいて実施された米国主催多国間ミサイル警戒演習（PACIFIC DRAGON24）に参加した。参加部隊は米海軍から巡洋艦「シャイロー」、駆逐艦「カール・M・レヴィン」、「キッド」、F/A-18、EA-18G、MQ-9、オーストラリア海軍駆逐艦「シドニー」、カナダ海軍フリゲート「バンクーバー」、イタリア海軍フリゲート「モンテクッコリ」、韓国海軍駆逐艦「ユルゴク・イ・イ」、オランダ海軍フリゲート「トロンプ」が参加し、各種戦術訓練（弾道ミサイル対処訓練、対空戦訓練）を実施した。 
同年11月13日から15日にかけて、P-3C哨戒機、航空自衛隊F-15戦闘機、F-2戦闘機及びE-767早期警戒管制機とともに東シナ海などで実施された第2回日米韓共同訓練「フリーダム・エッジ」に参加した。米軍から空母「ジョージ・ワシントン」、駆逐艦「ヒギンズ」、「マッキャンベル」、「デューイ」、P-8哨戒機、F-35戦闘機、F-18戦闘機及びKC-135空中給油機が、韓国軍から駆逐艦「ソエ・ユ・ソンニョン」、「チュンムゴン・イ・スンシン」、P-3哨戒機、F-35戦闘機及びF-15戦闘機が参加した。
2025年6月1日、東シナ海においてオーストラリア海軍駆逐艦「シドニー」と日豪共同訓練（日豪トライデント25）を実施した。訓練項目は戦術運動、LINKEX、クロスデッキ及びPHOTOEX。
現在は、第4護衛隊群第8護衛隊に所属し、定係港は佐世保である。

## 歴代艦長
| 代       | 氏名     | 在任期間              | 出身校・期 | 前職                                                                                       | 後職                                                             | 備考     |
| 艤装員長 | 艤装員長 | 艤装員長              | 艤装員長   | 艤装員長                                                                                   | 艤装員長                                                         | 艤装員長 |
| -------- | -------- | --------------------- | ---------- | ------------------------------------------------------------------------------------------ | ---------------------------------------------------------------- | -------- |
| -        | 倉光啓介 | 2019.7.17 - 2021.3.18 | 防大41期   | 海上幕僚監部防衛部 運用支援課企画班長                                                      | はぐろ艦長                                                       |          |
| 艦長     |          |                       |            |                                                                                            |                                                                  |          |
| 1        | 倉光啓介 | 2021.3.19 - 2021.8.22 | 防大41期   | はぐろ艤装員長                                                                             | 舞鶴地方総監部防衛部 第3幕僚室長                                 |          |
| 2        | 佐藤 剛  | 2021.8.23 - 2023.3.21 |            | あしがら艦長                                                                               | 海上幕僚監部防衛部防衛課勤務 兼 海上幕僚監部防衛部装備体系課勤務 |          |
| 3        | 富松智洋 | 2023.3.22 - 2025.8.3  | 防大36期   | 海上幕僚監部総務部総務課勤務 →2023.1.16 護衛艦隊司令部勤務                                 | 護衛艦隊司令部勤務 →2025.8.6 ましゅう艦長                        |          |
| 4        | 白石 豪  | 2025.8.4 -            |            | 統合幕僚監部防衛計画部計画課勤務 兼 防衛政策局戦略企画参事官付 兼 防衛政策局防衛政策課勤務 |                                                                  |          |